# صابر الهذيلي
صابر الهذيلي (النفيضة، 22 جانفي 1983) ممثل كوميدي تونسي شُهر بنقده للواقع في البلاد بطريقة ساخرة يمزج فيها بين الهزل والرسالة والعبرة. ذاع صيت صابر عبر شبكات التواصل الاجتماعية من خلال فيديوهاته الكوميدية، ثم عبر برنامجه النقار لكشف الخنار  والذي تبثه قناة الجنوبية.

## حياته
صابر الهذيلي شاب من وسط ريفي متواضع من منطقة النفيضة، قضى أكثر من ثلثي حياته داخل المستشفيات باعتبار انه من ذوي الاحتياجات الخصوصية. وهو يقوم منذ أكثر من 25 سنة بتصفية الدم يوما بعد يوم أي قرابة 6 ساعات كل 24 ساعة يقضيها تحت آلة التصفية منذ أكثر من 25سنة وهو ينتظر متبرع بكلية.

## مسيرته
اكتشف معز دبش رئيس جمعية النفيضة للفن الركحي موهبة صابر في التمثيل، وقد حاول تاطيره في الجمعية وتشريكه في أنشطتها. وأضاف معز دبش انه ولغياب الإمكانيات للتعريف بصابر قام باستغلال مواقع التواصل الاجتماعي حيث يقوم بكتابة النصوص له ومن ثمة يقوم بتصوير مقاطع فيديو له ويقوم اثر ذلك بنشرها عل مواقع. كما بين رئيس الجمعية انه لم يكن يتوقع ردود الفعل الايجابية التي شاهدها على مواقع التواصل الاجتماعي حيث ان نسب مشاهد مقاطع صابر وصلت إلى ملاين المشاهدات.

## مواضيع ذات صلة
- معز دبش
- نصر الدين بن مختار
- الأمين النهدي